# Іваник Дарія Ігорівна
Да́рія І́горівна Іва́ник (* 2005) — українська гімнастка. Призерка ХХХІ Літньої універсіади.

## З життєпису
Народилась 2005 року в місті Луцьк. Почала займатись художньою гімнастикою з 2012 року під керівництвом тренерів-викладачів Тетяни Петрівни Фігель та Олени Анатоліївни Ваврисевич. Дитячо-юнацької спортивної школи 3 Луцької міської ради. Від 2013 року виступає на офіційних всеукраїнських та міжнародних змаганнях. Входить до складу збірної Волині з художньої гімнастики. Багаторазова переможниця та призерка Волинської області з художньої гімнастики в індивідуальному заліку.
2018 року увійшла у перелік 20 найкращих гімнасток України в індивідуальному заліку.
У 2019 році виконала норматив «Кандидат в майстри спорту України». Цього ж року на чемпіонаті України з художньої гімнастики в груповому заліку посіла 3-тє місце.
У 2020 році на Командному чемпіонаті України з художньої гімнастики (Київ) в груповому заліку зайняла 8-ме місце.
Будучи студенткою 2-го юридичного факультету Львівського національного університету імені Івана Франка, брала участь в змаганнях на ХХХІ Всесвітній літній універсіаді. Стала срібною призеркою в груповому багатоборстві з художньої гімнастики. Також здобула бронзову медаль у групових вправах із обручем — Діана Довганюк, Марта Борис, Анастасія Пташник, Ніколь Красюк і Дарія Іваник.